# 전쟁범죄

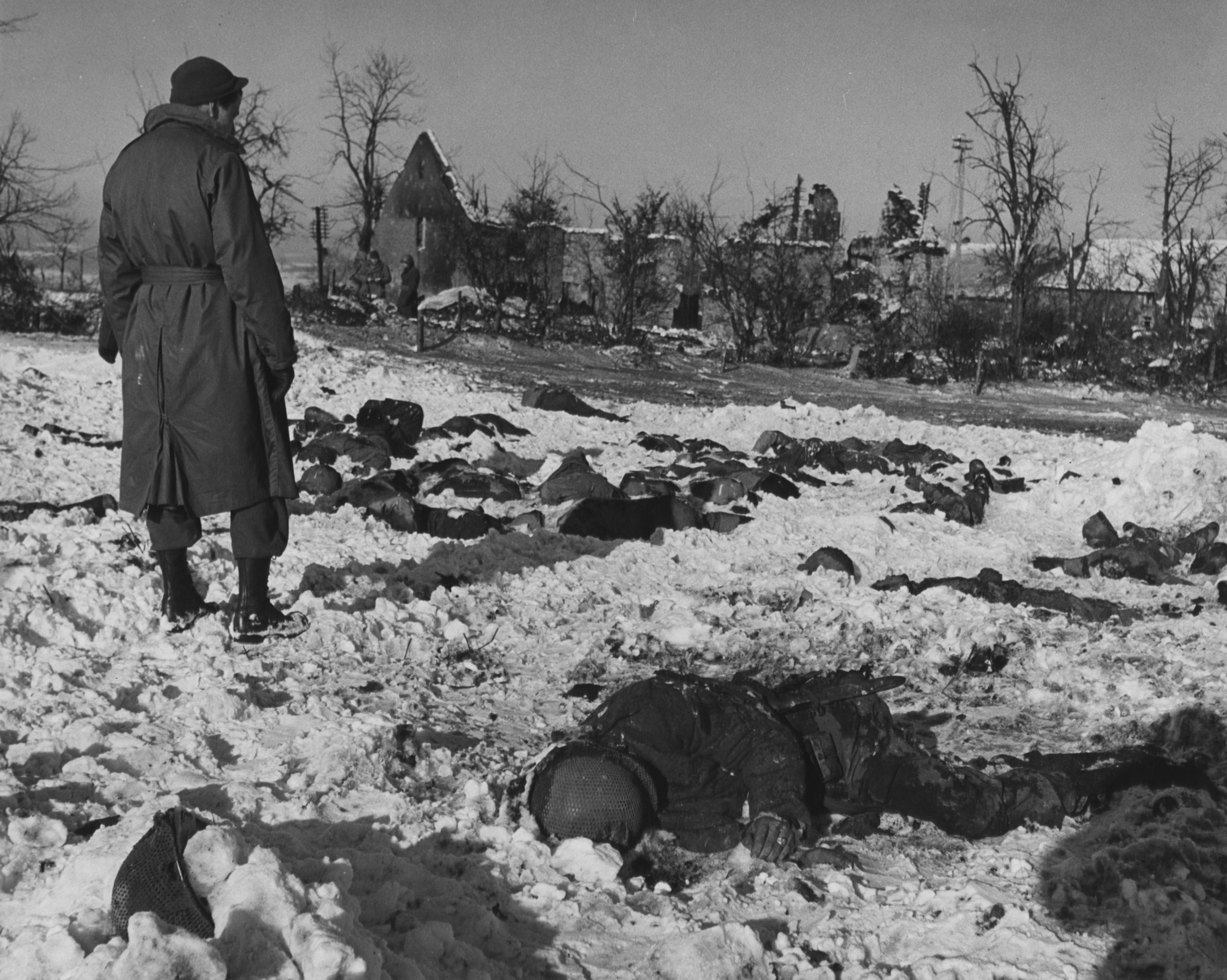
벨기에에서 와펜-SS에 의해 84명의 미군 포로가 살해된 말메디 대학살(1944년 12월 17일)의 희생자들을 관찰하고 있는 미군 병사

전쟁범죄(戰爭犯罪, 영어: war crime)는 전시국제법에서 규정하는 전쟁 중에 일어나는 반인도적 범죄이다. 법리적으로는 교전 당사자의 어느 쪽인가를 막론하고 민간인에 대한 학대, 포로에 대한 부당한 처우까지를 모두 따져 물을 수 있다. 그러나 전쟁이 종료된 후 진행되는 전쟁범죄 재판은 승리자에 대해서는 책임을 묻는데 한계가 있다. 실제로 뉘른베르크 국제군사재판은 나치 독일 등이 저지른 민간인 학살은 다루어 졌지만, 연합군 측에 의해 저질러진 무차별 융단폭격에 의한 민간인 피해나 독일 점령 후 일어난 전시 강간과 같은 범죄는 다루어지지 않았다.
교전 당사자에 대한 전쟁범죄 심판은 국제법에 의거한 것으로 극동국제군사재판과 같은 특별재판소를 세워 진행해 왔다. 2002년 국제형사재판소에 관한 로마 규정이 체택된 이후에는 국제형사재판소가 집단살해 등과 함께 전쟁범죄를 관장한다. 주권을 갖는 각 국은 자국의 군인에 대해 내란죄, 외환죄, 간첩죄, 그 외 민간인 살해 등의 위법한 행위를 국내법에 따라 처벌할 수 있으나 이 경우는 국제적으로 다루어지는 전쟁범죄의 범주에 들지는 않는다.
전쟁범죄를 저지른 사람을 전범(戰犯)이라고 부른다. 태평양 전쟁이 끝난 뒤 진행된 극동국제군사재판에서 일본의 전범은 A급 전범(평화에 반한 죄), B급 전범(전쟁 범죄), C급 전범(인도에 반한 죄)으로 분류되어 처벌되었다. 2002년 7월 1일에 발효된 로마규정 제8조는 전쟁범죄를 규정하고 있는데, 조문은 하나지만, 그 분량이 방대하다.

## 역사
근대 이전까지 전쟁 중 점령지 민간인이나 포로에 대한 처우는 도덕적인 비판의 대상이 될 수는 있어도 처벌의 대상이 되지는 않았다. 중세 시기 약탈은 침공한 군대가 현지에서 필요한 물품을 보급하는 기본적인 전쟁 수행 방식이었다. 예를 들어 에드워드 흑태자는 프랑스와의 전쟁 중에 약탈로 물자를 조달하였다. 때로는 약탈과 노예 확보가 전쟁의 주요 목적인 경우도 많았다. 고대 그리스의 전쟁들뿐만 아니라 19세기 벨기에의 레오폴드 2세가 콩고에서 벌인 학살의 주요 원인도 노예 노동이었다.
1858년 앙리 뒤낭이 시작한 국제적십자운동은 전시 상황에서 인도주의를 요구하는 것이었지만, 이는 교전 당사자들의 자발적 참여에 의지할 뿐 강제성이 없다. 이런 상황에서 전시에 일어나는 각종 잔혹 행위는 묵인되기 일쑤였다.
전쟁범죄를 규정하는 중요한 변화는 제네바 협약을 통해 이루어졌다. 전시 상황에서 인도적 처우를 규정한 첫 국제 협약인 제네바 협약은 19세기말 시작되어 제1차 세계 대전과 제2차 세계 대전을 거치며 개정되었다. 제네바 협약은 전투 중 피아의 구분 없는 부상병에 대한 인도적 처우에서부터 포로의 보호와 민간인에 대한 보호를 규정하여 이 규정을 어기는 것을 범죄로 처벌할 근거를 마련하였다.
그러나 제네바 협약은 서로 상대방과 전쟁 중임을 인정하는 경우에 해당되어 내전으로 인한 인종 청소나 쿠데타로 집권한 독재 정부가 자국민을 학살하는 경우 등에 적용하기 어려운 점이 있다. 2002년 채택된 국제형사재판소에 관한 로마 규정은 사태의 성격을 가리지 않고 집단살해와 인도에 반한 죄, 그리고 전쟁범죄를 규정하여 광범위한 경우에 대응할 수 있는 근거를 마련하였다. 로마 규정에 따라 세워진 국제형사재판소는 세계 각지의 사례에 대한 재판을 진행하였다.

## 정의
전쟁범죄는 국제전시법이 범죄로서 규정하는 조항을 위반한 범죄로 정의된다. 일상적인 의미로는 전투 중 교전 수칙을 어긴 비인도적 행위를 가리키는 경우가 많다. 예를 들면 백기를 들고 나오는 적군을 사살한다거나 포로에 대한 고문, 민간인에 대한 폭행이나 살인과 같은 것을 들 수 있다. 전쟁 방식 중에는 화학전과 같은 대량 살상 무기의 사용이 금지되며, 교전 대상에 대해서는 민간인이나 상대측 군사로 위장하고 잠입하여 사보타주를 일으키거나 요인을 암살하는 것도 전쟁 범죄로 취급된다. 반면에 적의 후방에 침투하여 공격하는 공수부대의 전투와 같은 것은 정당한 전투 행위로 규정되고 따라서 낙하산을 타고 내려오는 병사를 사살하는 것은 전쟁범죄로 취급되지 않는다. 그렇더라도 추락중인 비행기에서 긴급 탈출한 경우엔 인도적 보호의 대상이다. 1907년 헤이그 협약 제 30조 4항에는 육상의 전투 중에 포로로 잡은 적군을 재판 없이 처벌하는 것을 금지하였다.
전쟁법에 따른 전쟁범죄에 대한 규정은 적군에 대한 인도적 처우를 고려하기 위해 만들어지기 시작했고 이후 포로에 대한 인도적 처우와 민간인 보호가 더해졌다. 특히 민간인에 대한 집단 학살이나 인종 청소는 인도에 반한 죄로서 특별히 취급된다. 2008년 UN 안전보장이사회는 1820호 결의를 통해 전시 강간 또는 다른 종류의 성폭력 역시 인도에 반한다고 규정하였다. 2016년 국제형사재판소는 성폭력과 관련한 최초의 피고로 콩고 민주공화국의 부통령이었던 장피에르 벰바를 법정에 세웠다.
전쟁범죄는 인명에 대한 것을 포함하여 재산과 자연의 파괴에도 적용된다. 예를 들어 일본군의 진주만 기습은 전후 미국의 주요 자산과 환경을 파괴한 혐의로 도쿄재판에 기소되었다.
뉘렘베르크 재판에 따르면 전쟁범죄는 교전 수칙과 관련된 행위로 평화에 반한 죄와는 다르다. 평화에 반한 죄가 전쟁을 준비하고 상대를 폭력적인 방법으로 전복하거나 점령하려는 계획을 세우거나 그 계획을 실행한 것에 관한 죄라면, 전쟁범죄는 전쟁 중에 교전 수칙을 어기고 비인도적인 행위를 한 행위를 다룬다. 이 때문에 승자의 범죄 행위는 묵인되거나 상대적으로 가볍게 다루어지는 승자의 정의만이 실현되는 경우가 있다. 예를 들어 연합군에 의해 자행된 드레스덴 폭격은 민간인의 막대한 인명 피해와 재산, 문화재, 자연의 파괴가 있었으나 전후 제대로된 재판을 받지 않았고, 미국의 히로시마·나가사키 원자폭탄 투하 역시 범죄로서 다뤄지지 않았다. 한편 전쟁범죄는 모두 크게 보아 인도에 반한 죄에 속한다고 할 수 있지만 전시가 아닌 경우에도 인도에 반한 죄가 일어날 수 있고, 또한 인류 보편의 휴머니티를 어긴다고 할 지라도 전쟁 중에 용인되는 교전 행위 등은 전쟁범죄에 포함되지 않기 때문에 두 범죄의 범주는 일치하지 않는다.

### 로마 규정
2002년 만들어진 국제형사재판소에 관한 로마 규정은 다음과 같이 재판소가 관할하는 범죄를 규정하고 있다.

제5조 재판소의 관할범죄
1. 재판소의 관할권은 국제공동체 전체의 관심사인 가장 중대한 범죄에 한정된다. 재판소는 이 규정에 따라 다음의 범죄에 대하여 관할권을 가진다.
가. 집단살해죄
나. 인도에 반한 죄
다. 전쟁범죄
라. 침략범죄
제8조  전쟁범죄
1. 재판소는 특히 계획이나 정책의 일부로서 또는 그러한 범죄의 대규모 실행의 일부로서 범하여진 전쟁범죄에 대하여 관할권을 가진다.

## 조건과 종류
로마 규정은 제네바 협약의 공통 3조가 금지하는 전쟁 중 비인도적 행위를 전쟁범죄로 다룬다. 전쟁범죄의 요건은 무력 충돌이 일어나고 있는 상태에서 보호해야할 대상이 존재하고 그에 대한 범죄 행위가 무력 충돌과 인과관계를 맺는 경우이다.  이에 따른 전쟁범죄의 조건과 대상, 종류는 다음과 같다.
- 조건: 실제하는 교전 집단이면 종류를 가리지 않고 무력 충돌로 간주할 수 있다. 국가 사이의 정규군에 의한 전쟁뿐만 아니라 내전을 치르는 당사자, 게릴라와 같은 비정규군과의 충돌 등도 모두 로마 규정이 다루는 무력 충돌이다. 제네바 협약이 용병들에 대해서도 전투원의 지위를 인정하기 때문에 용병 역시 이 규정의 적용을 받는다.

- 대상: 원칙적으로 전투 의사가 없는 모든 사람이 보호의 대상이 된다. 피아를 가리지 않고 무기를 버린 군인, 부상병, 포로, 민간인 등이 이에 해당한다.

- 종류: 무력 충돌 상황에서 보호대상에 대한 살인, 상해, 성범죄, 민간인에 대한 공격, 민간인 재산에 대한 몰수, 금지된 무기의 사용, 인질행위, 재판 절차를 거치지 않은 처벌이나 처형, 인간의 존엄성을 해치는 부당한 모욕 등을 전쟁범죄로 볼 수 있다.

## 같이 보기
- 독일의 전쟁 범죄
- 일본의 전쟁 범죄
- 홀로코스트
- 미국의 전쟁 범죄
- 전시 강간